# Округ Кинг (Вашингтон)
Округ Кинг (енгл. King County) је округ у савезној држави Вашингтон, САД. Седиште округа је град Сијетл.
Према попису из 2010, округ је имао 1.931.249 становника. По броју становника, Кинг је највећи округ у Вашингтону и 14. највећи у Сједињеним Америчким Државама.
Главни град округа Сијетл је највећи град у Вашингтону, а у њему и његовим предграђима живи око 2/3 становништва округа.
Округ Кинг формиран је 22. децембра 1852. из територије Округа Терстон. Сијетл је проглашен за седиште округа 11. јануара 1853. Изворно је добио име по Вилијаму Р. Кингу, који је био потпредседник САД у време када је формирана територија Вашингтон. Године 1986. покренута је иницијатива да име округа буде у част Мартина Лутера Кинга. Ова промјена ступила је на снагу 19. априла 2005.

## Највећи градови
| Град        | Бр. становника (2010) |  |
| ----------- | --------------------- |  |
| Сијетл      | 608.660               |  |
| Белвју      | 122.363               |  |
| Кент        | 92.411                |  |
| Рентон      | 90.927                |  |
| Федерал Веј | 89.306                |  |